# アロイス・アルツハイマー

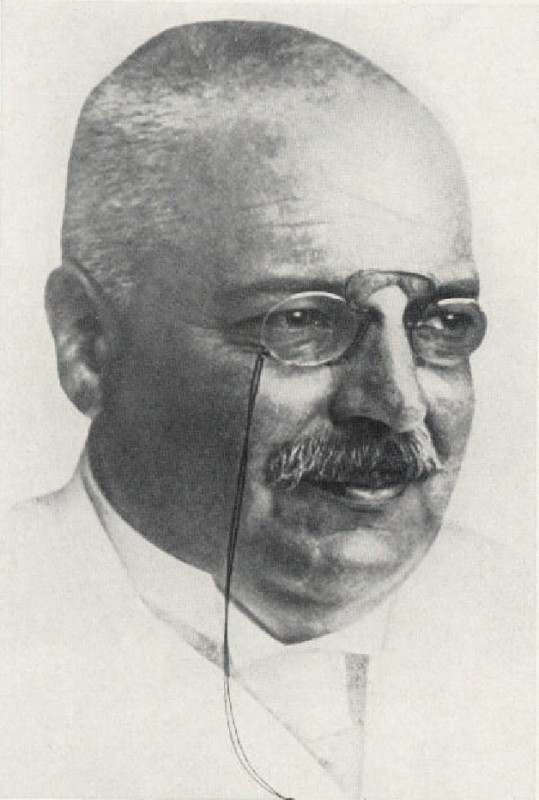
アロイス・アルツハイマー

アロイジウス・"アロイス"・アルツハイマー（ドイツ語: Aloysius "Alois" Alzheimer, 1864年6月14日 - 1915年12月19日）は、ドイツの医学者、精神科医。
バイエルン州キッツィンゲン郡マルクトブライト出身。
フランクフルト市立精神病院勤務などを経て、ドイツ精神医学の源流であるエミール・クレペリンのもとでミュンヘン大学に勤務する。
1901年に診療した、アウグステ・データー (Auguste Deter) という嫉妬妄想・記憶力低下などを主訴とする女性患者の症例を1906年に南西ドイツ精神医学会に発表し、この症例が後に「アルツハイマー病」、現在のいわゆる「認知症」と呼ばれる疾患の多くを占めるものとして広く認知されるとともに、多くの医学・薬学研究者の生涯の研究テーマとして現在も主流となっている。
アロイス・アルツハイマーが克明に記録したアルツハイマー病という疾患概念は、1910年のクレペリンの著述になる精神医学の教科書で大きく取り上げられ、現在もアルツハイマー病、アルツハイマー型認知症などの疾患名として確立されている。
1912年、ブレスラウのブレスラウ大学精神科教授に就任。1915年12月に大学へ向かう途中の列車内で体調を崩し（黄色ブドウ球菌感染症、リウマチ熱、腎不全を患っていたと考えられている）、間もなく心疾患のために没した。遺体はフランクフルトのハウプトフリードホフにある妻の墓の隣に埋葬された。